# Betungan (Selebar)
Betungan is een bestuurslaag in het regentschap Bengkulu van de provincie Bengkulu, Indonesië. Betungan telt 5727 inwoners (volkstelling 2010).